# Giacomo Bolognini
Giacomo Bolognini (Bologna, 1664 – 1734) è stato un pittore italiano del Barocco.

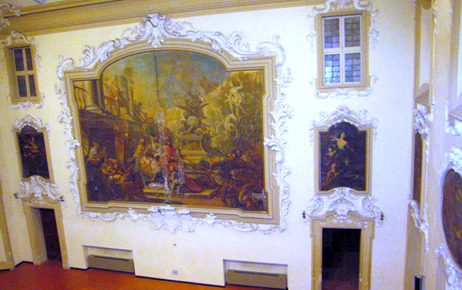
Un affresco a Palazzo Ghini, Cesena.

Figlio di Giacomo Bolognini e di Elisabetta Galineri, ma rimasto sin da piccolo orfano di padre,
fu educato alla pittura dallo zio Giovan Battista Bolognini, nella quale dimostrò una buona inclinazione e una buona erudizione al punto da vincere il premio della prima classe all'accademia. Fu un vorace lettore di libri di letteratura e un fertile pittore. Le sue opere furono richieste un po' da tutta l'Italia, basti pensare a Roma, a Mantova, a Venezia e alcune sono all'estero, vedi Praga e Cadice.
Venne aggregato all'accademia Clementina, di cui fu direttore nel 1715.
Ebbe una famiglia numerosa, composta da due figli, Giovanni Battista e Francesco, e quattro figlie, Anna, Olimpia, Rosalba e Teresa, avute con la moglie Antonia Margherita Contoli.
Dipinse San Francesco riceve le stigmate per la chiesa Santi Sebastiano e Rocco a Bologna, il Cristo morto con la vergine Maria e Maria Maddalena e la Guarigione di un ossesso nella Pinacoteca di Bologna.